# Sarepta

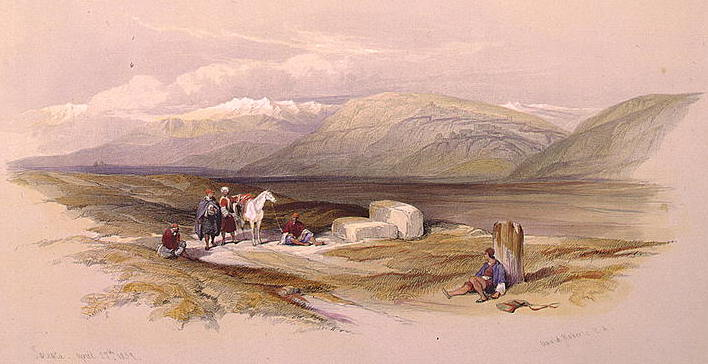
Sarepta (David Roberts, 1843)

Sarepta (a volte Zarepta) era una città fenicia situata fra Sidone e Tiro, nei pressi dell'attuale Sarafand, in Libano.
In passato è stata sede dell'omonima diocesi, ora soppressa e sopravvissuta solo come sede titolare.

## Storia
Secondo il Libro di Abdia, Sarepta costituiva il confine settentrionale di Canaan. Il lessicografo medievale David ben Abraham Al-Alfāsī identifica Sarepta con la città di Ṣarfend (Judeo-Arabic: צרפנדה). La città, originariamente appartenente a Sidone, passò sotto il controllo di Tiro dopo l'invasione di Salmanassar IV nel 722 a.C. e fu infine conquistata dall'Assiria nel 701 a.C. con il re Sennacherib.
Secondo il primo Libro dei Re, la città era soggetta a Sidone al tempo del re Acab. Il libro riporta l'episodio della vedova di Sarepta: in cambio dell'ospitalità offerta al profeta Elia, Dio moltiplica la farina e l'olio della vedova fino al termine della siccità; inoltre Elia fa risorgere il figlio della vedova, un episodio riportato anche dal Vangelo di Luca.